# 索博利河
索博爾河（烏克蘭語：Соболь），是烏克蘭西部的河流，屬於米尊卡河的支流。該河流經伊萬諾-弗蘭科夫斯克州的卡盧什區，河道全長12公里，流域面積45平方公里。